# آمبدن (كيبك)
آمبدن (بالإنجليزية: Hampden, Quebec)‏ هي بلدية محلية في كيبيك تقع في كندا في Le Haut-Saint-François Regional County Municipality. يقدر عدد سكانها بـ 214 نسمة ومساحتها 111.80 كم2 .